# Señorío de Colotlan

Mapa de Reinos y Señoríos prehispánicos mexicanos

El Señorío de Colotlan (Caxcan: Kulutan taxtukayul "Reino donde abundan los alacranes") fue un estado precolombino del período posclásico mesoamericano que se ubicaba en lo que ahora es el suroeste de Zacatecas y norte de Jalisco, estaba habitado por integrantes de varias etnias: zacatecos, huicholes (Denominados vitsilique o huitzolme en las fuentes coloniales) y tepecanos. 
Hablaban principalmente la lengua de los zacatecos (A veces se cita que hablaban caxcan) a pesar de que el tepecano y el huichol eran también importantes. Se extendía por los actuales municipios de Valparaíso en Zacatecas y Colotlan, Mezquitic Totatiche, Huejucar y Santa María de los Ángeles en Jalisco, colindaba al norte con el Señorío de Chalchihuites y el Señorío de Zain, al este con Tlacuitlapán, al oeste con Xécora, al suroeste con el Dominio de Chapoli y al sur con el Señorío de Tlaltenango.

Su capital se encontraba en una aldea llamada Tibúl (caxcan: tipul "fuego grande"), que yacía en donde en la actualidad se encuentra Colotlán. Tenía como tributario al cacicazgo de Acaspulco, que estaba conformado por las aldeas de Acaspulco, Acatepulco, Totatiche, Temastián, Azqueltán, Totolco y Cuixco, igualmente tributario tenía al cacicazgo de Nostic, al de Susticacán, al de Huejuquilla y a otros menores.

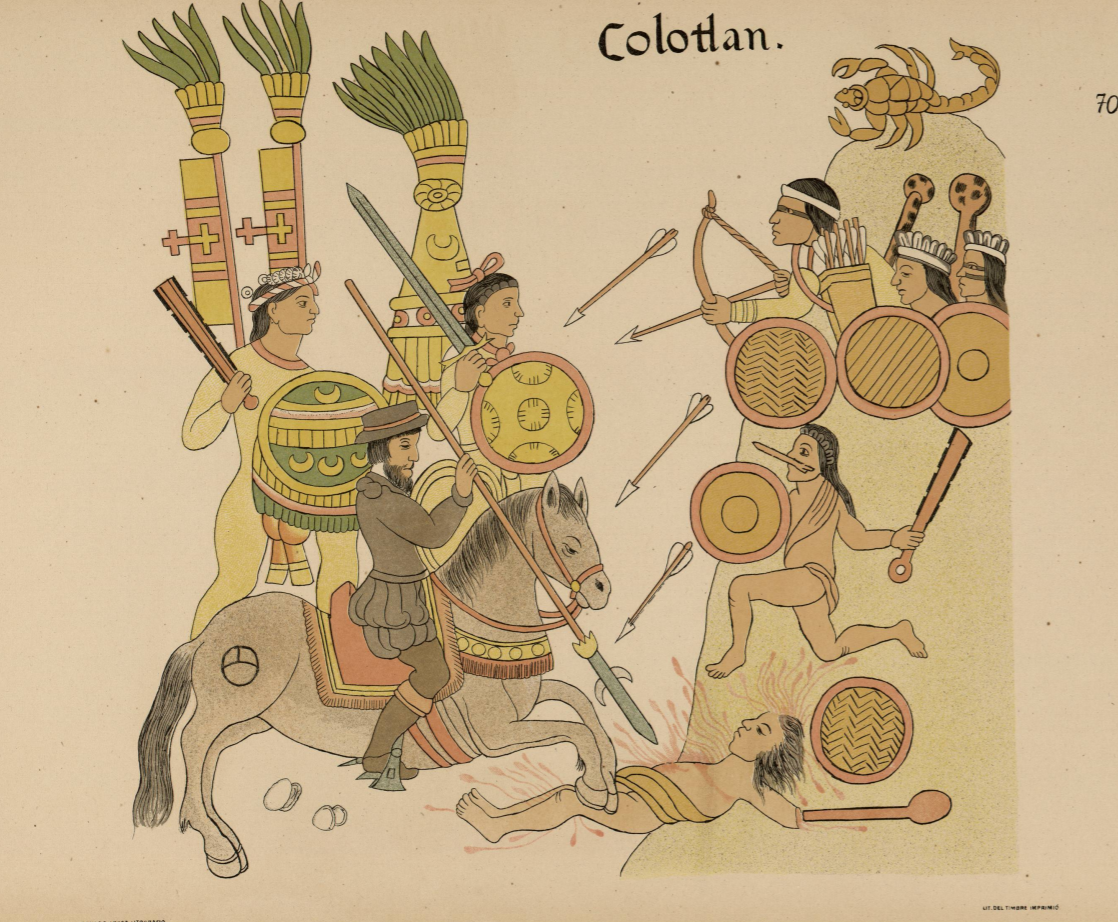
Conquista del reino de Colotlán por un ejército de tlaxcaltecas aliados de los españoles, representado en el Lienzo de Tlaxcala.